# Ajmonia numidica
Ajmonia numidica är en spindelart som först beskrevs av Denis 1937.  Ajmonia numidica ingår i släktet Ajmonia och familjen kardarspindlar.
Artens utbredningsområde är Algeriet. Inga underarter finns listade i Catalogue of Life.